# Wisconsin Gas Building
El Wisconsin Gas Building (originalmente Milwaukee Gas Light Building) es una clásica torre art déco escalonada ubicada en el centro de Milwaukee, Wisconsin, en 626 East Wisconsin Avenue. Fue diseñado por los arquitectos Eschweiler & Eschweiler y se completó en 1930 utilizando diferentes materiales en el exterior para pasar de oscuro a claro.

## Descripción

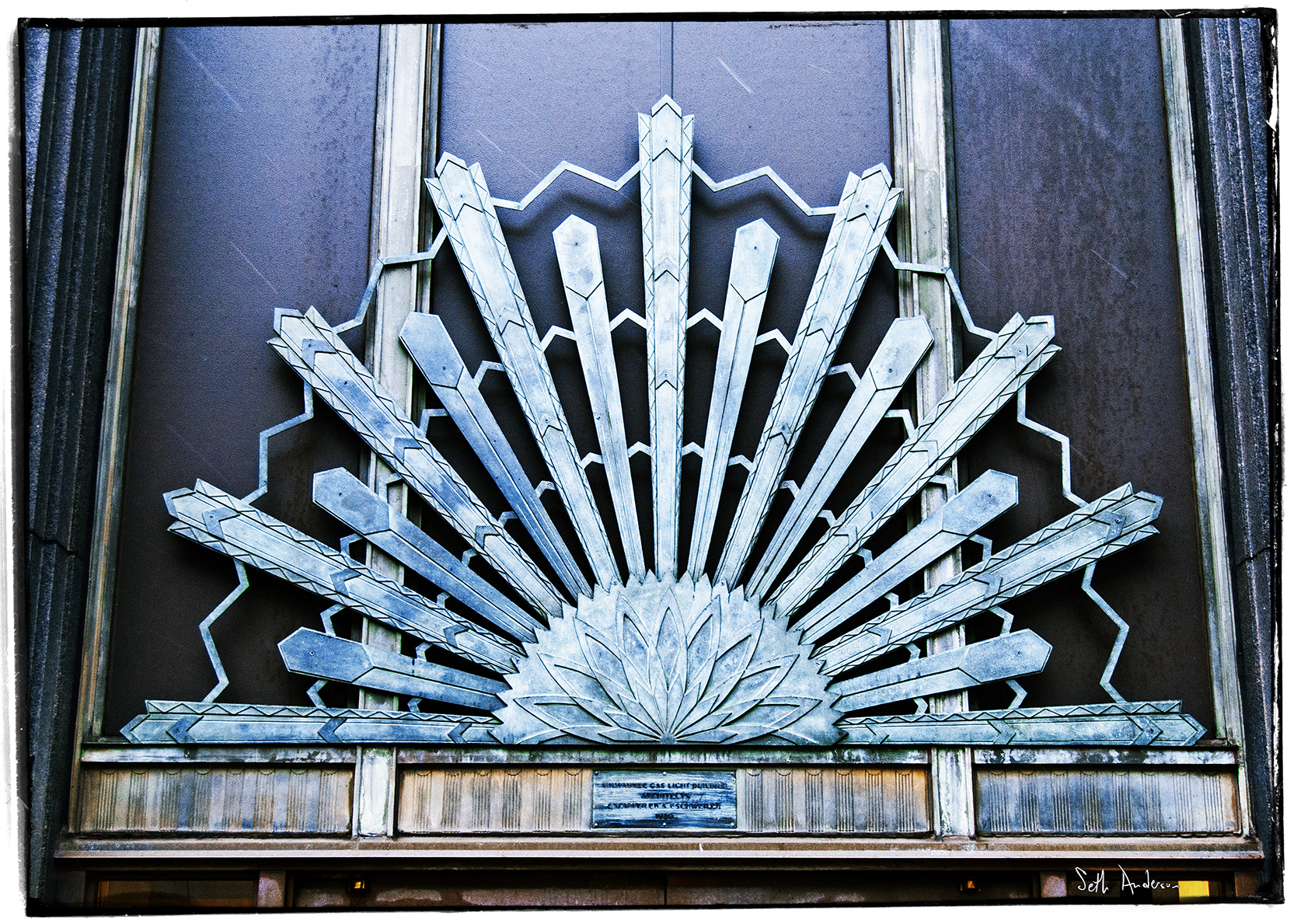
Detalles arquitectónicos art decó del edificio Milwaukee Gas Light de 1930

Un ladrillo de color claro localmente distinto llamado Cream City Brick corona el rascacielos. Los paneles de cobre adornan las enjutas, mientras que los patrones de follaje orgánico y los diseños de terracota decoran la fachada. El edificio tiene 76,2 metros de altura y 20 pisos. Anteriormente había en el lugar un bar clandestino de la era de la Prohibición que fue demolido para hacer espacio para el edificio en 1930.
Wisconsin Gas fue comprado por Wisconsin Energy en 2001. Durante la consolidación de Wisconsin Gas en las oficinas centrales corporativas vecinas del centro de Wisconsin Energy, Wisconsin Gas Building se vendió a un desarrollador en 2004 que lo convirtió en espacio de oficinas arrendado.